# 0 A.D.
0 A.D. (произн. зироу эй-ди — с англ. «0 год н. э.»)  — бесплатная и свободная трёхмерная компьютерная игра в жанре исторической стратегии в реальном времени. Игра позволяет управлять древними цивилизациями, существовавшими в период 500 год до н. э.— 1 год н. э. Цель игры обычно состоит в том, чтобы победить всех противников, уничтожив все здания или игровые единицы или выполнив определённое задание: строительство чуда — уникального здания, захват всех реликвий, цареубийство (т.е. уничтожение героя — специального юнита противника) и т.п..
Игра является кроссплатформенной и доступна для запуска на ПК с ОС Windows, OS X (macOS), Linux, FreeBSD и OpenBSD. 
0 A.D полностью состоит из свободного программного обеспечения и свободных медиа-ресурсов, использует лицензию GNU GPLv2 (или более позднюю) для исходного кода игрового движка и лицензию CC BY-SA для игрового оформления и музыки.
Разрабатывается открытым сообществом добровольцев и энтузиастов более 20 лет по модели open-source (основные разработчики объединены в команду Wildfire Games).
По состоянию на начало 2025 года, игра 0. A.D. находится в завершающей стадии разработки: все модели, текстуры, звуковое оформление и прочие ресурсы созданы и проработаны, игровой процесс,  технологическое древо и баланс сил различных фракций реализованы и отточены разработчиками на основе отзывов множества игроков.
В игре нет полноценных сюжетных кампаний для одного игрока (что обычно присуще полноценным стратегическим играм), тем не менее, с технической точки зрения все ключевые функции уже реализованы и 0 A.D. позволяет играть в одиночном (битвы с компьютерными игроками ИИ) и в многопользовательском режимах через Интернет. Существует тренировочная кампания за фракцию афинян для обучения основам игры и несколько отдельных карт со сценариями, в т.ч. карты местности известных сражений древности.
В январе 2025 года было объявлено о выпуске переработанной стабильной 27-й версии и о том, что следующая, 28-я версия игры будет считаться полноценным релизом.  
В будущем планируется реализовать сюжетные кампании на основе реальных исторических событий.

## Историческая достоверность
Историческая точность игровых элементов является высшим приоритетом для разработчиков 0 A.D. Empires Ascendant.  
Названия юнитов и зданий показаны на языке оригинала этой цивилизации и они также переводятся на тот язык, на котором пользователь играет в игру. Также большое внимание уделяется попыткам обеспечить высокую визуальную точность внешнего вида юнита, оружия, зданий и т. д. и т. п.  
Герои — специальные юниты каждой цивилизации имеют реальных исторических прототипов, например, Дарий Великий, Александр Македонский, Ганнибал Барка и другие.
Локации и биомы используемые в игре: почва, природа, животные и растения — соответствуют реальным. Многие игровые карты на которых проводятся сражения также аутентичны и привязаны к реальным географическим и историческим местам: Альпы, Акрополь, Августова дорога, Бактриана, Везувий, река Гидасп, Джебель-Баркал, Сицилия, Сахара, Коринфский перешеек, горы Загрос, Пенджаб и т.д. и т.п.
В каком-то смысле игра 0 A.D. может служить наглядным пособием по изучению истории, культуры, архитектуры и военного дела тех цивилизаций пятисотлетнего периода до нашей эры, которые представлены в игре.

### Название
"0 A.D." (с латинского A.D. — Anno Domini ) — т.е. “нулевой год нашей эры” — это временной период, который никогда на самом деле не существовал. В обычном календаре есть первый год до нашей эры и далее начинается первый год новой эры. Название "нулевой год нашей эры" отражает исторический вымысел в игре: кто бы выиграл, если бы все цивилизации были бы настроены враждебно друг против друга, если каждая из них была на расцвете сил?

## Игровой процесс
Во многом игра повторяет геймплей серии Age of Empires и в целом имеет типичный игровой процесс стратегии в реальном времени: игроку необходимо развивать экономику: добывать ресурсы, строить поселение, развивать технологии, а также тренировать армию и сражаться с противником.   
Однако в сравнении с геймплеем Age of Empires есть ряд отличий. Например, добывать ресурсы и строить/ремонтировать здания могут пешие воины, а всадники могут добывать пишу — охотиться и собирать мясо. Также юнитов можно размещать в строениях в качестве военного гарнизона, для развития (повышения ранга) каждого юнита, а также для улучшения возможностей зданий. С другой стороны, воины с более высоким рангом, становятся более эффективны в военном плане, но менее продуктивны в экономическом (т.е. в части добычи ресурсов). Всё это расширяет возможности по выбору стратегии развития, поддержания экономики и ведения военных действий.  
Есть важная особенность в 0 A.D. и в аспекте "контролируемой территории" — игрок может строить большинство зданий и управлять ими только в рамках своей контролируемой территории (отмечена на игровом поле и на карте цветной границей) — как правило недалеко от городских центров. Большинство строений, которые в результате военных действий остались не на контролируемой территории и не имеют гарнизона постепенно выходят из под контроля игрока. Также чужие здания можно захватывать, а вот перевербовка вражеских юнитов (как в Age of Empires) недоступна.  

### Ресурсы
В игре 4 базовых типа ресурсов, которые используются как плата за развитие и производство, а также за обучение новых игровых единиц (юнитов):
- Пища добывается путём сбора фруктов или ягод, охотой, рыбалкой, животноводством и фермерством. Пища требуется, в первую очередь, для тренировки новых живых игровых единиц.
- Древесина добывается путём рубки деревьев. Древесина служит главным образом для строительства зданий и кораблей, а также для копейщиков, застрельщиков, лучников.
- Камень добывается в каменоломнях. Камень используется для строительства защитных сооружений (стен, башен, крепостей).
- Металл добывается в рудниках. Металл используется для создания войск и в качестве платы за исследования технологий.

Юниты (игровые единицы), являющиеся рабочими переносят добытые ресурсы в точки сбора:
- Городские центры и причалы (доки) служат для сбора всех четырёх типов ресурсов.
- Склады служат для сбора древесины, камня и металла.
- Усадьбы служат для сбора пищи

На территории игрового поля могут содержаться сокровища, которые, будучи захваченными любым юнитом, мгновенно добавляют значительное количество ресурсов в казну игрока.

### Дипломатия и торговля
Каждый ресурс в определённом объёме может быть передан от одного игрока другому во время игры в панели дипломатии по запросу или по собственной инициативе. Это может использоваться между игроками-союзниками для взаимопомощи или как инструмент откупа, дани, обмена и т.п. по договорённости в чате. 
Окно дипломатии может быть использовано и для заключения или расторжения союзов между игроками.
Любые ресурсы могут быть получены методом торговли при наличии рынка. 
Когда специальный юнит — конный сухопутный торговец или торговая лодка совершает торговый путь из одного рынка  (верфи на море / реке) в другой рынок или верфь, игрок получает награду в соответствии с настройками параметров торговли на рынке. Чем длиннее торговый путь — тем большее вознаграждение получит владелец торгового юнита. Чем больше торговых юнитов совершают курсирование между рынками и/или доками, тем больше ресурсов будет получать игрок. 
Для игрока имеется возможность вручную менять ресурсы на рынке по определенному курсу. 
В начале игры стоимость обмена ресурсов примерно одинакова, но на поздних этапах металл скупается игроками в обмен на пищу, лес и иногда камень, что приводит к обесцениванию этих ресурсов (инфляция). 
Обменный курс на рынке является общим для всех игроков в один момент времени. Таким образом, выполняя множество однотипных сделок по обмену конкретных ресурсов, можно снизить общую эффективность торговли этими ресурсами для других игроков-соперников.

### Игровые единицы (юниты)
Количество юнитов у конкретного игрока ограничивается пределами прироста населения, в соответствии с общим количеством зданий, а также выбранным режимом игры. Отдельные технологии и также увеличивают лимит прироста населения.
Игровые единицы разных цивилизаций имеют индивидуальные отличия. Все они в общем подразделяются на следующие категории:

#### Наземные игровые единицы
- Фермерские домашние животные (козы, овцы, свиньи, коровы)  — служат для животноводства с целью получения пищи и не задействуются в расчёте ограничений на лимит населения. Скот может быть найден на карте и также производится в загоне для скота. У каждой цивилизации есть свои уникальные варианты загона для скота и особые домашние животные.

Разные домашние животные могут быть размещены в загоне. В этом случае, производство пищи становится автоматическим в зависимости от видов и со скоростью кратной количеству животных, размещённых в загоне. 
Производством пищи от животноводства (сбором мяса с убитого животного) также могут заниматься пешие воины-рабочие или конные воины, подобно охоте на диких животных. 

##### Пешие боевые и рабочие игровые единицы
Некоторые сухопутные единицы могут выполнять роль работников в мирное время. В частности, пешие рабочие могут осуществлять строительство зданий и сооружений, а также выполнять ремонт повреждённых зданий, осадных орудий и кораблей.
- Женщины — рабочие юниты, которые могут строить здания, имеют двукратное преимущество в собирательстве ягод и в работе на полях. Женщины могут рубить лес и работать на каменоломнях и золотых приисках. Однако добыча золота и камня женщинами менее эффективна, чем другими рабочими. Обладают низкими воинскими способностями.
- Пешие воины (мечники и воины с булавой), также могут выполнять функции рабочих. Имеют двукратное преимущества в добыче камня и металла на шахтах.
- Пешие копейщики, пикинёры и гоплиты - воины и рабочие. Имеют 3х-кратный бонус атаки против конницы. Имеют двукратное преимущества в сборе камня и металла.
- Пешие лучники (пращники, застрельщики - дротометатели) — воины и рабочие. Также имеют преимущество в добыче камня и металла на шахтах.

##### Всадники
- Конные воины (налётчики, копейщики, мечники) — воины и охотники, фермеры. Имеют значительное преимущество в охоте на диких зверей и животноводстве, т.к. собирают пищу (мясо с убитого животного) в 2 раза быстрее пеших рабочих.
- Конные лучники, застрельщики (с дротиками) и арбалетчики — воины и охотники, фермеры. Имеют преимущества в охоте и фермерстве, также собирают мясо быстрее.

##### Другие сухопутные единицы
Не осуществляют добычей ресурсов напрямую и не могут заниматься строительством и ремонтом.
- Врачи и целители — служат для восстановления здоровья других "живых" юнитов (т. е. кроме осадных орудий и кораблей).
- Специальные боевые единицы цивилизаций — чемпионы, пешие и конные гвардейцы, слоны с наездниками, колесницы и т. д. и т. п.
- Герои — особые юниты, уникальные для каждой цивилизации. Герой может быть воином или целителем, пешим или всадником. Все герои имеют реальных исторических прототипов — известных личностей — представителей соответствующих цивилизаций. Доступно по три героя на выбор у каждой цивилизации. В один момент времени цивилизация может использовать только 1 героя и только 1 раз в рамках одного сражения (игры).
- Осадные орудия — баллисты, катапульты и стенобитные орудия (тараны). Обладают высокой степенью защиты (брони). Стенобитные орудия могут перевозить пеших воинов (что увеличивает их скорость передвижения и боевую силу). Повреждённые осадные орудия могут быть отремонтированы рабочими. Для производства осадных орудий не требуется пища.
- Торговцы — конный юнит для добычи ресурсов методом торговли. Могут совершать поездки между рынками и/или причалами, принося таким образом вознаграждение в виде определенного ресурса. Другими видами добычи ресурсов и задачами торговцы заниматься не могут.

#### Флот. Речные и морские игровые единицы
Корабли производятся в доках. При производстве необходимы древесина и металл. Все суда могут перевозить сухопутных юнитов как транспорт.
- Рыбацкие лодки — служат для добычи пищи методом рыбной ловли. Могут перевозить только одного сухопутного юнита .
- Торговые суда — служат для добычи ресурсов методом торговли (совершая плавания между причалами).
- Разведывательные лодки. Самый слабый боевой юнит с дистанционной атакой стрелами.
- Стрелковые военные суда с дистанционной атакой стрелами (значительно более мощной, чем у разведывательной лодки) — эффективны против сухопутных воинов и рабочих, а также против огневых кораблей.
- Огневые военные суда (брандеры) с дистанционной атакой огнём. Эффективны против против таранов и верфей.
- Тараны — военные суда для быстрого разрушения вражеского флота.
- Тяжёлые осадные военные суда с катапультами, применяются для разрушения зданий и противостояния другим судам.

#### Боевой опыт игровых единиц
Выполняя поставленные задачи с течением времени воины, врачи и целители и военные суда, получают опыт и их уровень автоматически поднимается. С каждым новым рангом они становятся сильнее и приобретают уникальный внешний вид.

### Здания и контролируемая территория
Внешний вид зданий, названия, а также функции и возможности, особенные условия использования отличаются у разных цивилизаций. Тем не менее все цивилизации в 0 A.D. имеют следующий типовой набор зданий:
- Городской центр — здание, служащее для складирования ресурсов, повышения прироста населения, обучения новых пеших и конных юнитов начального уровня. Городской центр при наступлении противника ведет оборону стрелами. Может содержать гарнизон для усиления защиты (каждый юнит увеличивает количество выпускаемых стрел). Городской центр может использоваться для сбора и хранения любых ресурсов и обеспечивает влияние на окружающую территорию. Игрок может построить и владеть несколькими городскими центрами, но их строительство не должно выполняться близко друг к другу.
- Дом — жилое здание, необходимо для повышения прироста населения (то есть для возможности строительства новых юнитов). После изучения соответствующей технологии — дом может использоваться для обучения женщин-рабочих.
- Склад — здание для сбора ресурсов из леса и шахт — дерева, камня и металла. Позволяет развивать технологии добычи ресурсов.
- Усадьба — склад пищи и развитие технологий сбора пищи
- Поле — позволяет рабочим заниматься земледелием — выращивать зерно (пшеницу или рис) и производить, таким образом, пищу
- Загон — производит животных для последующей добычи пищи (животноводство)
- Казармы — позволяют обучать новых пеших воинов начального уровня. Позволяют повышать боевой опыт юнитов размещённых в казармах
- Конюшня — позволяет обучать новых конных воинов начального уровня и изучать технологии, важные для развития конницы.
- Док (причал) — верфь для производства судов, изучение соответствующих технологий. Может использоваться для торговли, а также как склад для любых ресурсов
- Рынок — здание для торговли ресурсами и изучения соответствующих технологий
- Кузница — изучение военных технологий, повышение возможностей атаки и защиты для юнитов
- Храм — обучает врачей и целителей, позволяют изучать технологии целительства, исцелять юнитов в окрестностях здания
- Стены — ограждают участок земли от прохода. Могут содержать гарнизон для усиления защиты.
- Заставы и сторожевые башни — служат для разведки и охраны территории. Могут содержать гарнизон для усиления защиты (каждый юнит увеличивает количество выпускаемых стрел)
- Крепость — самое крепкое здание, защитное сооружение и казарма для специальных боевых единиц. При наступлении противника крепость ведет оборону стрелами.  Может содержать гарнизон для усиления защиты (каждый юнит увеличивает количество выпускаемых стрел)
- Чудо — здание, которое служит для повышения прироста населения и получения ресурсов. Каждое чудо имеет реальный аналог в истории соответствующей цивилизации. В специальном игровом режиме постройка чуда конкретным игроком раньше других и удержание его от захвата противником позволяет игроку одержать победу в матче.

Каждая цивилизация имеет одно или несколько уникальных зданий.
Строительство большинства зданий возможно только на территории, которая находится под контролем игрока. Граница территории влияния отражается на игровом поле цветной линией. Площадь контролируемой территории может быть увеличена строительством дополнительных городских центров и театров (у эллинов и диадохов) и изучением различных технологий. Здания, которые не находятся на контролируемой территории через некоторое время будут недоступны для управления (становятся нейтральными) или перейдут под контроль другого игрока. Чужие здания, построенные ранее и не находящиеся под контролем можно захватить воинами напрямую или построив рядом свой городской центр. 

### Враждующие стороны (фракции)
Игра ́0 A.D. Empires Ascendant позволяет игроку управлять одной из 14 древних цивилизаций античности, существовавших в Европе, Азии и Африке в период 500 год до н. э.— 500 год н. э. с индивидуальными особенностями зданий и юнитов, а также внешними отличиями. 
Следующая таблица перечисляет доступные для игры цивилизации вместе с наиболее важными особенностями и изображениями построек.
| Этническая группа                                                         | Цивилизация | Основные особенности | Скриншот |
| ------------------------------------------------------------------------- | --- | --- | --- |
| Кельтские племена                                                         | Кельты имеют превосходных рукопашных бойцов; их деревянные здания дёшевы и быстры в постройке, но менее прочны, чем каменные здания других цивилизаций | Кельты имеют превосходных рукопашных бойцов; их деревянные здания дёшевы и быстры в постройке, но менее прочны, чем каменные здания других цивилизаций | Кельты имеют превосходных рукопашных бойцов; их деревянные здания дёшевы и быстры в постройке, но менее прочны, чем каменные здания других цивилизаций             |
| Кельтские племена                                                         | Бритты | Бритты могут строить колесницы, воинов с длинными мечами и сильных бойцов рукопашного боя, а также боевых псов. Особые здания: Краногион (островное поселение) — совмещённый городской центр и док-верфь, Кунаттегия (конура) для обучения боевых псов. Чудо: Эмайн Маха Герои: Боудикка (метатель дротиков на колеснице), Каратак (пеший мечник), Кунобелин (конный мечник) | |
| Кельтские племена                                                         | Галлы | У галлов есть тяжёлые мечники и тяжёлая кавалерия. Особые здания: Ремогантион (собрание вождей) — позволяет обучать горнистов и героев Чудо: Келикнон (Корентское святилище) Герои: Бренн (пеший мечник), Верцингеторикс (конный мечник), Виридомар (пеший копейщик) | |
| Эллинистические государства                                               | Все эллины имеют очень прочные здания, сильные триеры и построение фалангой. Эллинистическим государствам доступны театры для расширения контролируемой территории | Все эллины имеют очень прочные здания, сильные триеры и построение фалангой. Эллинистическим государствам доступны театры для расширения контролируемой территории | Все эллины имеют очень прочные здания, сильные триеры и построение фалангой. Эллинистическим государствам доступны театры для расширения контролируемой территории |
| Эллинистические государства                                               | Афины | Самый сильный флот среди эллинов. Они могут тренировать морскую пехоту на триерах и строить мощные каменные стены на нейтральной территории после исследования специальных технологий. Особые здания: Театрон (театр) — расширяет контролируемую территорию, Гимнасий — обучение гвардейцев, Пританей (зал заседаний совета) — обучение героев Чудо: Парфенон Герои: Фемистокл (пеший мечник), Перикл (пеший копейщик), Ификрат (пеший метатель дротиков) | |
| Эллинистические государства                                               | Спарта | Не могут строить каменных стен и имеют на 10 % уменьшенный предел популяции, но обладают самыми сильными воинами ближнего боя среди эллинов. Особые здания: Театрон (театр) — расширяет контролируемую территорию, Сиссития (трапезная) — обучение гвардейцев и героев Чудо: Храм Артемиды Герои: Леонид I (пеший копейщик), Брасид (пеший мечник), Агис III (пеший копейщик) | |
| Эллинистические государства                                               | Македония | Македоняне принадлежат и к эллинам и к возникнувшим позже диадохам и потому могут использовать специальные постройки и технологии обеих групп. Они также имеют большое разнообразие юнитов и осадных орудий для совместного ведения боя различными видами войск. Особое здание: Театрон (театр) — расширяет контролируемую территорию Чудо: Оронтой Диос Олимпиоу (Храм Зевса) Герои: Александр Македонский (конный мечник), Филипп II Македонский (конный копейщик), Деметрий I Полиоркет (пеший мечник) | |
| Диадохи (преемники Александра Македонского)                               | Македония | Македоняне принадлежат и к эллинам и к возникнувшим позже диадохам и потому могут использовать специальные постройки и технологии обеих групп. Они также имеют большое разнообразие юнитов и осадных орудий для совместного ведения боя различными видами войск. Особое здание: Театрон (театр) — расширяет контролируемую территорию Чудо: Оронтой Диос Олимпиоу (Храм Зевса) Герои: Александр Македонский (конный мечник), Филипп II Македонский (конный копейщик), Деметрий I Полиоркет (пеший мечник) | |
| Все диадохи могут строить театры для расширения контролируемой территории | | | |
| Государство Селевкидов (Сирия)                                            | Диадохи Востока, селевкиды сочетают эллинизм и ориентализм в одной эллинистической культуре. Они имеют доступ к тяжёлой пехоте македонского стиля, лёгкую пехоту восточного стиля и кавалерию, включающую катафрактов, бронированных индийских боевых слонов и колесницы с косами. Особые здания: Театрон (театр), Статмостон Элепантон (слоновье стойло) — обучение боевых слонов Чудо: Эронтой Аполлонос Пифиоу (Храм Апполона) Герои: Селевк I (всадник на слоне), Антиох III Великий (конный копейщик), Антиох IV (конный мечник) | | |
| Птолемеи (Эллинистический Египет, Африка)                                 | Отличный флот и монументальная архитектура. Их наёмники дорогие, но мощные. «Местные» египетские солдаты дешёвые и многочисленные. Особые здания: Фарос (маяк), библиотека, Театрон (театр) Чудо: Эронтой Ороу (Храм Хора в Эдфу) Герои: Птолемей I (всадник на слоне), Птолемей IV(конный мечник), Клеопатра VII (лучница) | | |
| Самостоятельные                                                           | Карфаген (Африка) | Самые прочные стены и лучший флот в игре, самый большой доход от торговли. Большой выбор юнитов: Карфаген может строить иберские, кельтские и итальянские посольства, в которых можно тренировать наёмников соответствующих племён. Особые здания: Беф (жилой двухэтажный дом), Котон (военная верфь), Слоновье стойло — обучение боевых слонов, три посольства: кельтское, иберийской и италийское — позволяют нанимать соответствующих наёмников Чудо: Храм Баал-Хаммона. Герои: Гамилькар Барка (конный мечник), Ганибал Барка (всадник на слоне), Магарбал (конный копейщик) | |
| Самостоятельные                                                           | Племена иберов (Западная Европа) | Элитные войска: даже в небольших количествах могут наносить большой урон; дешёвая кавалерия. Иберийские поселения изначально окружены стеной из башен. Особые здания: Массивные оборонительные башни, Гур Ороигарри (Почитаемый монумент) — особый вид храма для исцеления юнитов на близлежащей территории и повышение их военных характеристик. Чудо: Канчо-Руано Герои: Карос (пеший мечник), Индибил (конный копейщик), Вириат (пеший мечник) | |
| Самостоятельные                                                           | Империя Маурьев (Индия) | 10 % бонус популяции; лучники имеют самый высокую дальность в игре; слоны: бронированный боевой слон; лучники на слоне и рабочий слон, используемый в качестве мобильной точки сбора ресурсов. Особые здания: Варанасала (слоновье стойло) — обучение слонов, Колонны эдиктов Ашоки — расширяют скорость передвижения торговцев на близлежащей территории, Гармия (дворец) — позволяет обучать гвардейские войска и героев Чудо: Большая Ступа (Великая ступа в Санчи) Герои: Ашока Великий (лучник на колеснице), Ачарья Чанакья (целитель), Чандрагупта Маурья (всадник на слоне) | |
| Самостоятельные                                                           | Персы (Империя Ахеменидов) | Сильные лучники и кавалерия; лучшая сухопутная торговля; прочные здания и защитные сооружения. Особые здания: Апанада (тронный зал) — обучение гвардейцев и героев, Слоновье стойло — позволяет обучать боевых слонов Чудо: Висячие сады Семирамиды Герои: Кир II Великий (конный копейщик), Дарий I Великий (лучник на колеснице), Ксеркс I (пеший лучник) | |
| Самостоятельные                                                           | Римская республика | Мощная пехота: множество технологий для улучшения; римские гастаты — лучшие мечники в игре. Лучшее осадное оборудование: имеют доступ практически ко всем осадным орудиям и могут строить осадные валы и укреплённые армейские лагеря. Могут исследовать все технологии добычи полезных ископаемых (камня и металла). Отличный флот: наравне с карфагенским и птолемейским, римский флот один из лучших в игре и имеет доступ к тяжёлым квинквиремам. Особые здания: Мурус Циркуммунтионис (осадная стена), Эдэс Весталис (Храм Весты), Кастра (военный лагерь) — казармы для обучения тяжёлой пехоты Чудо: Капитолийский храм Герои: Марк Клавдий (конный мечник), Куинт Фабий Максим Кунктатор (конный мечник), Публий Корнелий Сципион Африканский (конный мечник)                | |
| Самостоятельные                                                           | Кушиты (Нубия, Мероитское царство, Африка) | Вооружённые силы Куша разнообразны, а контингент набираются из всей своей обширной территории. Благодаря широкому кругу обучаемых подразделений они могут адаптироваться практически к любой противоборствующей армии. Усиленные как экономически, так и в военном отношении своими монументальными пирамидами, гениальными лидерами и специальными технологиями, кушиты получают множество преимуществ. Особые здания: Мер (малая пирамида) — повышает возможности рабочих по сбору ресурсов, Мер А (большая пирамида) — увеличивает защитные возможности юнитов, находящихся поблизости, Пер-Амон (Великий Храм Амона) — позволяет обучать целителей и гвардейцев Чудо: Мену нехет Герои: Настасен (конный копейщик), Аманирена (лучница на колеснице), Аркамани(всадник на слоне) | |
|                                                                           | Хань (императорская династия, Китай). | Династия Хань считается золотым веком в истории Китая, и в этот период Китай добился значительных успехов в искусстве и науках. Только китайцы могут обучать арбалетчиков и министров. Особые технологии: Великая китайская стена и Гонгчен (повышают прочность стен и скорость строительства), федеративное государство (повышенная максимальная численность юнитов), шелковый путь (бонус к торговле). Особые здания: Великая башня - уникальное оборонительное сооружение; дворец (императорское министерство) - позволяет обучать министров для улучшения экономической эффективности рабочих и проводить важные исследования. Чудо: Минтан-биюн (Mingtang-Biyong) Герои: Хань Синь (конный копейщик), Лю Бан (конный мечник), Вэй Цин (конный арбалетчик).                      | без рамки |

### Режимы игры
Однопользовательский и многопользовательский режимы в виде отдельных сражений может происходить на одном из трёх типов карт:
- сценарии создаются в редакторе карт; перед матчем игроки могут выбрать только слот, остальные характеристики (ландшафт, объекты) фиксированы и не могут быть изменены;
- случайные карты представляют собой скрипты, написанные на JavaScript; они принимают входные параметры (размер карты и количество игроков) и могут использовать случайные числа при создании других характеристик карты; генератор случайных карт создаёт новую карту перед каждым сражением, выполняя скрипт;
- схватка (англ. skirmish) так же, как и сценарии, создаются вручную в редакторе карт; но, в отличие от сценариев, создатель карты может разместить специальные обобщённые объекты (напр. обобщённый городской центр), которые в начале игры будут заменены на объекты, специфические для выбранной игроком цивилизации (напр. афинский городской центр); этот тип карт позволяет игрокам перед каждым сражением выбирать цивилизацию, команду и стартовые ресурсы.

Каждый слот игрока может быть выделен или игроку, или боту, или оставлен пустым. Игра поставляется с одним ИИ — Petra Bot, но поддерживает добавление дополнительных ботов. При задании параметров матча каждому ИИ-игроку можно выставить свой уровень сложности.
В дальнейшем также планируется режим сюжетной кампании.

### Многопользовательская игра
При многопользовательской игре один из игроков создаёт матч, к которому подключаются остальные участники. 
Команда Wildfire Games поддерживает лобби-сервер, к которому можно подключиться внутри игры. В лобби доступен список запущенных матчей и чат.
Также игра предоставляет возможность подключиться напрямую по IP-адресу, что позволяет играть как через интернет, не используя централизованный сервер/лобби, так и по локальной сети, в том числе не имеющей доступа в интернет. В многопользовательской игре также могут принимать компьютерные игроки с ИИ разной степени сложности.
В игре реализованы анализ статистики матча с диаграммами, запись повторов (с возможностью воспроизведения) и участие наблюдателей. 
Начиная с 27 версии поддерживается сохранение многопользовательской игры, с возможностью продолжить с теми же или другими участниками - пользователями (за исключением замены ИИ человеком и наоборот).

## Редактор карт
К игре прилагается редактор карт Atlas.
Atlas предоставляет инструменты, необходимые для создания полноценной игровой карты «с нуля» (при создании новой карты генерируется ровная поверхность со стандартной текстурой травы):
- формирование поверхности; возможно импортировать готовую карту высот, подготовленную в графическом редакторе или основанную на реальных географических данных
- установка уровня воды; игра поддерживает всего одну водную поверхность, поэтому уровень выставляется глобально
- текстурированные поверхности; на карте может быть использовано любое сочетание текстур, но для удобства они разбиты на категории, часть из которых относятся к биомам (средиземноморье, саванны, пустыни и т. д.), другая часть предназначена для специфических областей карт (морское дно, дороги, города и т. д.)
- добавление объектов; объекты делятся на «сущности» (англ. entities), участвующие в игровом процессе (юниты, ресурсы) и «акторы» (англ. actors), используемые исключительно в графических целях (например: сломанный верёвочный мост над оврагом, деревья в недоступных для игрока горах); каждая сущность принадлежит либо к одному из слотов игроков, либо специальному игроку «Гея» (к которому обычно относятся все животные и ресурсы на карте); отдельный режим просмотра акторов (англ. actor viewer mode) позволяет ознакомиться с детальной информацией об объектах
- изменение настроек карты (имя, описание, тип игры и др.), игроков (количество, имена, цивилизации, цвета и т. д.), окружения (внешний вид водной поверхности, положение солнца, туман и пр.)

Специальный инструмент позволяет сгенерировать любую случайную карту, доступную в игре; эта карта может использоваться в качестве основы для создаваемого сценария и модифицироваться при помощи всех стандартных инструментов.
Карты, поставляемые с игрой, доступны для редактирования наравне с пользовательскими.
Atlas использует тот же движок, что и сама игра и может быть в любой момент переключён в режим тестирования; при этом внутри редактора запускается игра на создаваемой карте. При сбросе тестирования все объекты (юниты, здания) возвращаются в исходные позиции/состояния.
На официальных форумах игры есть раздел для публикации/обсуждения карт.

## Поддержка пользовательских модификаций
Wildfire Games изначально были группой моддеров и проект 0 A.D. Empires Ascendant зародился с идеи создать модификацию для Age of Empires II: The Age of Kings, потому при дальнейшей разработке, уже в качестве самостоятельной игры, возможности пользовательских модификаций уделялось большое внимание.
Проект состоит из двух совместно разрабатываемых частей: движка Pyrogenesis и мода public. На уровне движка реализованы рендеринг, GUI-фреймворк, сетевой код и система поиска пути. Мод содержит игровую логику и данные (описание цивилизаций, юнитов, технологий и т. д.), карты, интерфейс пользователя, ботов, модели, текстуры и анимацию, музыку и звуковые эффекты. Все эти ресурсы могут быть дополнены или заменены пользовательскими модификациями вплоть до создания самостоятельной игры, использующей только движок.

## Локализация
Интернационализация игры была закончена к Alpha 16, в которую были включены переводы на 12 языков. Начиная с Alpha 17 в игру включён русскоязычный перевод. Критерием для включения перевода в релизы является достижение 90 % переведённого текста. Работа по переводу ведётся силами добровольцев на Transifex, где в разной стадии готовности находятся переводы на более чем 50 языков.

## История разработки
Планирование разработки игры началось в 2001 году, изначально в виде тотальной модификации к Age of Empires II: The Age of Kings, однако вскоре разработчики поняли, что не смогут воплотить все свои идеи в виде мода из-за ограничений движка игры. Поэтому зимой 2001/2002 команда разработчиков приняла решение о переходе от разработки модификации к разработке независимой игры на основе своих идей. Реализация проекта, то есть активная разработка, началась с 2003 года.
Сначала игра планировалась и разрабатывалась как freeware, но 10 июля 2009 года Wildfire Games сделала процесс разработки открытым, открыв исходные коды игры по лицензии GPL, а графические и звуковые элементы по лицензии Creative Commons BY-SA.
В январе 2013 года 0 A.D. присоединился к Software in the Public Interest.

### Краудфандинг
В декабре 2010 была запущена кампания по сбору средств посредством Plegdie с целью собрать 3000 $ для оплаты месяца работы разработчика. В октябре 2011 началась работа на средства первой кампании и в ноябре 2011 была запущена вторая кампания с целью продлить оплачиваемую работу на ещё один месяц; на этот раз цель повысили до 3250 $, чтобы покрыть комиссию Pledgie и комиссию по конвертации валют. Результатами оплачиваемой работы стали: система сохранения/загрузки игр, поддержка повторного подключения в сетевой игре, новый профилировщик (вошли в Alpha 8) и переработка рендерера (вошла в Alpha 10). Часть денежных средств не была использована и осталась на счету Wildfire Games.
В августе 2013 был заключён новый договор на большую часть оставшихся средств и следом была начата гораздо более массивная кампания на Indiegogo с целью в 160 000 $ с планами нанять двух разработчиков на полный рабочий день и закончить базовую версию игры в течение двух лет. В результате кампании были собраны 33 251 $ (21 % от цели).

### История версий
Работа над игрой ведётся непрерывно и текущая версия всегда доступна в репозитории проекта. Начиная с апреля 2010 разработчики с периодичностью в несколько месяцев готовят и выпускают отдельные версии, которые отличаются большей стабильностью и лучше подходят для более широкой аудитории.

#### Pre-Alpha
На стадии пре-альфы ещё велась работа над основной механикой игры, потому пре-альфа версии были нацелены в первую очередь на демонстрацию технических возможностей, а не на использование игроками.
| Версия                | Дата выхода   | Основные нововведения |
| --------------------- | ------------- | --- |
| Pre-Alpha 1           | 2 апреля 2010 | Срез для разработчиков, содержащий исходный код, ресурсы, а также скомпилированную версию проекта                                                          |
| Pre-Alpha 2           | 12 мая 2010   | Новая система движения юнитов (точный поиск пути и обход препятствий)                                                                                      |
| Pre-Alpha 3           | 11 июля 2010  | Поддержка многопользовательской игры, улучшен GUI, улучшен алгоритм поиска пути (добавлены ограничения проходимости территории), добавлены плавающие юниты |
| Легенда:Старая версия |               | |

#### Alpha
Переход в стадию альфа-версии символизировал достижение проектом пригодного для игры состояния. В начальный момент существововало только 2 игровых цивилизации: эллины (греки) и кельты. В последствии, с развитием технических возможностей игры добавлены и новые цивилизации, существовавшие в древности, со своими уникальными особенностями.
Каждая альфа-версия имеет кодовое имя, относящееся к историческому периоду игры и начинающееся на букву, соответствующую номеру версии в английском алфавите. Разработчики стараются подобрать имя на латинском языке (наиболее распространённом языке к концу эпохи, т.е. до нашей эры), связанное с изменениями в соответствующей версии игры.  
Начиная с 27 версии, после завершения букв латинского алфавита, эта традиция именования продолжилась заново. Объяснение кодового имени и краткая историческая справка включаются в анонс каждой версии игры на официальном сайте. 
| Версия                                            | Кодовое имя                                | Дата выхода      | Основные нововведения |
| ------------------------------------------------- | ------------------------------------------ | ---------------- | --- |
| Alpha 1                                           | Argonaut (Аргонавты)                       | 16 августа 2010  | Реализован ИИ животных, переработан ИИ юнитов |
| Alpha 2                                           | Bellerophon (Беллерофонт)                  | 20 октября 2010  | Реализован туман войны, групповое передвижение юнитов и базовые построения, условия победы |
| Alpha 3                                           | Cerberus (Цербер)                          | 11 декабря 2010  | Реализована переноска ресурсов к точкам сбора, размещение юнитов в зданиях; добавлен экран результатов игры |
| Alpha 4                                           | Daedalus (Дедал)                           | 12 марта 2011    | Реализована поддержка ИИ-игроков и базовый ИИ-противник |
| Alpha 5                                           | Edetania (Эдетания)                        | 20 мая 2011      | Новая цивилизация: племена иберов; генерация случайных карт; системы частиц: огонь, дым, пыль, сверкание месторождений, падающие листья |
| Alpha 6                                           | Fortuna (Фортуна)                          | 10 июля 2011     | Режимы поведения юнитов: яростный, агрессивный, оборонительный, держать позицию и избегать сражения |
| Alpha 7                                           | Geronium (Героний)                         | 17 сентября 2011 | Новая цивилизация: Карфаген; динамические территории; обновлённое главное меню; новые треки для музыкального сопровождения. |
| Alpha 8                                           | Haxāmaniš (Ахемен)                         | 23 декабря 2011  | Новая цивилизация: Персидская империя; бартер; сохранение/загрузка игр. |
| Alpha 9                                           | Ides of March (Иды)                        | 15 марта 2012    | Новая цивилизация: Римская республика; торговля. |
| Alpha 10                                          | Jhelum (Джелам)                            | 16 мая 2012      | Цивилизация эллинистические государства разделена на Афины, Македонию и Спарту; технологии; ступени развития поселения; drag-and-drop-строительство стен; лечение. |
| Alpha 11                                          | Kronos (Кронос)                            | 8 сентября 2012  | Цивилизация кельтские племена разделена на бриттов и галлов; улучшения графики: ambient occlusion, normal mapping, parallax mapping, specularity. |
| Alpha 12                                          | Loucetios (Луг)                            | 16 декабря 2012  | Дипломатия; постэффекты (туман, bloom). |
| Alpha 13                                          | Magadha (Магадха)                          | 2 апреля 2013    | Новая цивилизация: Империя Маурьев (индийцы). |
| Alpha 14                                          | Naukratis (Навкратис)                      | 4 сентября 2013  | Новая постройка: кузница; улучшения производительности. |
| Alpha 15                                          | Osiris (Осирис)                            | 24 декабря 2013  | Лобби-сервер; ауры; новая цивилизация: Эллинистический Египет; новый тип карт: схватка (англ. skirmish). |
| Alpha 16                                          | Patañjali (Патанджали)                     | 17 мая 2014      | Интернационализация, в Alpha 16 по умолчанию включены 12 языков. |
| Alpha 17                                          | Quercus (Дуб)                              | 12 октября 2014  | Существенные изменения боевого баланса; поддержка морских карт компьютерным игроком; триггеры; интерфейс выбора модов (англ. Mod Selector). |
| Alpha 18                                          | Rhododactylos (Эос)                        | 13 марта 2015    | Новый режим игры: кочевник (англ. nomad); внутриигровое дерево технологий. |
| Alpha 19                                          | Syllepsis (Силлепс)                        | 26 ноября 2015   | Новая подсистема поиска пути; захват зданий и осадных орудий; режим перемирия; визуальный реплей; координация атак с союзниками |
| Alpha 20                                          | Timosthenes (Тимосфен)                     | 31 марта 2016    | 10 новых карт, поддержка кинематографической камеры, возможность пользоваться точками сбора ресурсов совместно с союзниками. |
| Alpha 21                                          | Ulysses (Одиссей)                          | 8 ноября 2016    | Новые режимы игры (англ. Herocide, англ. Last Man Standing), множество новых карт, официальный дебют финальной цивилизации — империи Селевкидов. |
| Alpha 22                                          | Venustas (Абстрактность)                   | 26 июля 2017     | Новый режим игры — «захват реликвии», множество новых карт, моделей, анимаций и текстур, облегчение хостинга. |
| Alpha 23                                          | Ken Wood (в часть одного из разработчиков) | 17 мая 2018      | Новая цивилизация — Кушиты (африканские народы), встроен загрузчик модов, обновлённые модели Спартанцев, комбинирование условий победы, 7 новых карт, настройка поведения AI. |
| Alpha 23b                                         | Ken Wood                                   | 23 декабря 2018  | Внеочередной выпуск посвящён исправлению ошибок, согласованию лицензионного соглашения с требованиями GDPR, обновлению доступных переводов. |
| Alpha 24                                          | Xšayāršā (Ксеркс I)                        | 20 февраля 2021  | Добавлены режимы сглаживания изображения (FXAA, MSAA), добавлены статусные эффекты, новые модели персонажей, сооружений и природы, 7 новых карт, изменения баланса цивилизаций. |
| Alpha 25                                          | Yaunā (персид. Ионийцы)                    | 8 августа 2021   | Поддержка одиночных кампаний (базовый функционал, без самих кампаний), улучшенное управление очередями заданий для юнитов и зданий, изменение баланса игры — микрокорректировки различных цивилизаций, зданий и юнитов; улучшение алгоритмов поиска наикратчайшего пути. Планируется улучшение графического отображения многих объектов. |
| Alpha 26                                          | Zhuangzi (Чжуан-цзы)                       | 24 сентября 2022 | Повышение производительности. Улучшение графики, графического интерфейса и элементов управления. Развитие ИИ для компьютерных игроков. Новая цивилизация — Хань (вторая императорская династия Китая). Изменение баланса возможностей и особенностей юнитов, зданий и технологий у некоторых цивилизаций. Добавлены две новые карты. 26 новых музыкальных треков. |
| Alpha 27                                          | Agni (Агни)                                | 30 января 2025   | Масштабная переработка многих аспектов игры. В меню игры добавлена страница "Советы и подсказки", где можно посмотреть рекомендации по игровому процессу. Добавлена поддержка графического движка и API Vulkan в дополнении к игровому движку pyrogenesys, что позволило повысить качество и детализацию изображения. Повышена производительность и стабильность игры. В частности теперь можно выбрать 300 единиц в одну рамку и управлять ими всеми сразу. Реализовано сохранение многопользовательских игр. Значительно пересмотрен игровой баланс. Подразделения пехоты теперь наносят на 50% больше урона, но имеют уменьшенную броню, в то время как дальнобойные единицы наносят на 25% меньше урона. Бонус за развитие для солдат-граждан ближнего боя был уменьшен, в то время как наемники теперь получают на 10% больше атаки. Настенные гарнизоны были удвоены, что позволило видеть два ряда подразделений при полном гарнизоне. Увеличено различие между спартанцами, римлянами, афинянами и македонцами, теперь они более уникальны. Спартанцы сосредоточены на чемпионских гоплитах, доступных с деревенской фазы, с уникальными технологиями. Римляне получают технологию “Реформы Ма́рия” для изменения состава войск с некоторым экономическим риском. Афинские копьеметатели могут становиться чемпионами и афиняне получают Гиппократа как героя. Македонцы могут построить Арсенал на этапе города, что позволит ранее получить доступ к баллистам. Слоны переработаны в многоцелевые ударные подразделения с рубящей атакой. В результате слоны отлично подходят для борьбы и с пехотой и с кавалерией, в то же время, слоны стали несколько более эффективны против зданий. Новые варианты чемпионов: - Колесницы: дорогая, менее гибкая, чем дальнобойная кавалерия, но более прочная. - Конница с копьям ("Катафракты"): тяжело бронированная, но более медленная. - Длинные мечи: более дорогие, чем мечники, но наносят урон по области. Для всех цивилизаций осуществлён капитальный пересмотр дерева развития технологий военно-морских сил для подстёгивания гонки вооружений за превосходство над морем. Военные корабли теперь классифицируются как "разведывательный", "стреляющий стрелами", "таран", "огненный" или "осадный". Корабли могут перевозить юнитов, но гарнизоны больше не повышают огневую мощь корабля. Наблюдатели за игрой теперь могут посылать вспышки другим наблюдателям во время матча. Вспышка теперь также отображается как уведомление чата, которое можно щёлкнуть, чтобы сосредоточить на сигнализируемой области. Реализованы новые и обновлённые модели, скины, новые карты |
| Release 28                                        |                                            | (неизвестно)     | Планируется стабильный релиз. |
| Легенда:Старая версияТекущая версияБудущая версия |                                            |                  | |

### Текущее состояние
По состоянию на зиму 2025 года игра формально имеет статус Alpha-версии, но технически близко к стабильному релизу. Пока нет полноценных однопользовательских сюжетных компаний для прохождения. Тем не менее, вся ключевая функциональность и ресурсы (модели, карты, разделы меню и т.п.) уже реализованы, экономика и военное дело цивилизаций сбалансированы, и 0 A.D. позволяет играть полноценно в одиночном (битвы с компьютерными игроками ИИ), многопользовательском и комбинированных режимах.

### Дальнейшие планы
После завершения работы над первой частью (Empires Ascendant), которая охватывает период 500 год до н. э.—1 год до н. э., разработчики планируют начать работу над второй (Empires Besieged), описывающей период 1 год н. э.—500 год н. э.

## Галерея
- Главное меню
- Здания Карфагена
- Карфагенские триремы
- Карфагенское поселение во время игры
- Карта Oasis IV
- Главная тема

Ранние (до Pre-Alpha 1)
- «Открытия» (англ. Discovery). Ноябрь 2008 г.
- «Битва при Гавгамелах». Постановочная битва. Декабрь 2008 г.
- «Magna Graecia». 2009 г.
- Одна из сцен, использованных в демонстрационном видео. Февраль 2007 г.
- Демонстрационное видео (зима 2007)

## Технические детали
Игра 0 A.D. основана на собственном движке Pyrogenesis, который разрабатывается как часть проекта. Он написан на C++ с использованием Boost и SDL. Геймплей, GUI, боты и случайные карты реализованы в виде скриптов на JavaScript (который выполняется на движке SpiderMonkey). Игровые данные (описание цивилизаций, юнитов, технологий и т. д.) хранятся в XML и JSON. Рендеринг выполняется при помощи OpenGL; для вывода звука используется OpenAL, а аудиоданные хранятся в Vorbis. В версии 27 Agni появилась поддержка отрисовки 3D-графики графическим движком Vulkan. 
Также в проекте используются следующие библиотеки:
- Crypto++ — библиотека криптографических алгоритмов и схем;
- CxxTest — библиотека для написания юнит-тестов;
- wxWidgets — библиотека для построения GUI, используется в редакторе карт Atlas;
- Xerces — библиотека для работы с XML.

### Программные и аппаратные требования

#### Windows
Версии ОС: 8, 8.1, 10, 11
- Процессор: 3 ГГц Intel или x86-совместимый
- ОЗУ: не менее 2 Гб
- Видео-карта: любая поддерживающая OpenGL 2.1 с аппаратным ускорением 3D и не менее 128 Мб память (например Radeon 9000, GeForce 3 или подобные)
- Разрешение экрана: 1024x768 или выше
- Дисковое пространство : 3.60 Гб

#### OS X (macOS)
Версии ОС: 10.12 или более новая
- Процессор: 2006 или более новый основанный на Intel, или Mac основанный на M1
- Разрешение экрана: 1024x768 или выше
- Дисковое пространство : 3.60 Гб

#### Linux
- Процессор: 2 ГГц Intel или x86-совместимый, PowerPC64, Arm
- ОЗУ: не менее 2 Гб
- Видео-карта: любая поддерживающая OpenGL 2.1 с аппаратным ускорением 3D и не менее 128 Мб память (например Radeon 9000, GeForce 3 или подобные)
- Разрешение экрана: 1024x768 или выше
- Дисковое пространство : 3.60 Гб

## Награды
- Honorable Mention — IndieDB’s Players’ Choice: Best Upcoming Indie 2013
- Second Place — IndieDB’s Players’ Choice: Best Upcoming Indie 2012
- Project of the Month — SourceForge, June 2012
- Honorable Mention — IndieDB’s Players’ Choice: Best Upcoming Indie 2010
- Third Place — ModDB’s Indie Game of the Year 2009
- Nominee — ModDB’s Editor’s Choice: Best Upcoming Indie 2008

## Сообщения о выходе новых версий
1. 1 2  New Release: 0 A.D. Alpha 16 Patañjali (англ.). Wildfire Games. Дата обращения: 18 мая 2014. Архивировано 18 мая 2014 года.
2. ↑  0 A.D. Debuts Pre-Alpha Version (англ.). Wildfire Games. Дата обращения: 15 июня 2010. Архивировано из оригинала 4 апреля 2012 года.
3. ↑  0 A.D. Pre-Alpha 2 Released (англ.). Wildfire Games. Дата обращения: 15 июня 2010. Архивировано из оригинала 4 апреля 2012 года.
4. ↑  0 A.D. Pre Alpha 3 Released (англ.). Wildfire Games. Дата обращения: 17 августа 2010. Архивировано из оригинала 4 апреля 2012 года.
5. ↑  New Release: 0 A.D. Alpha 1 Argonaut (англ.). Wildfire Games. Дата обращения: 17 августа 2010. Архивировано из оригинала 4 апреля 2012 года.
6. ↑  New Release: 0 A.D. Alpha 2 Bellerophon (англ.). Wildfire Games. Дата обращения: 20 октября 2010. Архивировано из оригинала 4 апреля 2012 года.
7. ↑  New Release: 0 A.D. Alpha 3 Cerberus (англ.). Wildfire Games. Дата обращения: 12 декабря 2010. Архивировано из оригинала 4 апреля 2012 года.
8. ↑  New Release: 0 A.D. Alpha 4 Daedalus (англ.). Wildfire Games. Дата обращения: 12 марта 2011. Архивировано из оригинала 4 апреля 2012 года.
9. ↑  New Release: 0 A.D. Alpha 5 Edetania (англ.). Wildfire Games. Дата обращения: 20 мая 2011. Архивировано из оригинала 4 апреля 2012 года.
10. ↑  New Release: 0 A.D. Alpha 6 Fortuna (англ.). Wildfire Games. Дата обращения: 11 июля 2011. Архивировано из оригинала 4 апреля 2012 года.
11. ↑  New Release: 0 A.D. Alpha 7 Geronium (англ.). Wildfire Games. Дата обращения: 17 сентября 2011. Архивировано из оригинала 4 апреля 2012 года.
12. ↑  New Release: 0 A.D. Alpha 8 Haxāmaniš (англ.). Wildfire Games. Дата обращения: 25 декабря 2011. Архивировано из оригинала 4 апреля 2012 года.
13. ↑  New Release: 0 A.D. Alpha 9 Ides of March (англ.). Wildfire Games. Дата обращения: 16 марта 2012. Архивировано из оригинала 28 июня 2012 года.
14. ↑  New Release: 0 A.D Alpha 10 Jhelum (англ.). Wildfire Games. Дата обращения: 16 мая 2012. Архивировано из оригинала 28 июня 2012 года.
15. ↑  New Release: 0 A.D. Alpha 11 Kronos (англ.). Wildfire Games. Дата обращения: 8 сентября 2012. Архивировано из оригинала 12 сентября 2012 года.
16. ↑  New Release: 0 A.D. Alpha 12 Loucetios (англ.). Wildfire Games. Дата обращения: 17 декабря 2012. Архивировано из оригинала 20 декабря 2012 года.
17. ↑  New Release: 0 A.D. Alpha 13 Magadha (англ.). Wildfire Games. Дата обращения: 2 апреля 2013. Архивировано из оригинала 5 апреля 2013 года.
18. ↑  IndieGoGo Crowdfunding Campaign, New Release: Alpha 14 Naukratis (англ.). Wildfire Games. Дата обращения: 5 сентября 2013. Архивировано 7 сентября 2013 года.
19. ↑  New Release: 0 A.D. Alpha 15 Osiris (англ.). Wildfire Games. Дата обращения: 25 декабря 2013. Архивировано 25 декабря 2013 года.
20. ↑  New Release: 0 A.D. Alpha 17 Quercus (англ.). Wildfire Games. Дата обращения: 16 октября 2014. Архивировано 15 октября 2014 года.
21. ↑  New Release: 0 A.D. Alpha 18 Rhododactylos (англ.). Wildfire Games. Дата обращения: 14 марта 2015. Архивировано 15 марта 2015 года.
22. ↑  New Release: 0 A.D. Alpha 20 Timosthenes (англ.). Wildfire Games. Дата обращения: 1 апреля 2016. Архивировано 1 апреля 2016 года.
23. ↑  New Release: 0 A.D. Alpha 21 Ulysses (англ.). Wildfire Games. Дата обращения: 9 ноября 2016. Архивировано 9 ноября 2016 года.
24. ↑  New Release: 0 A.D. Alpha 22 Venustas (англ.). Wildfire Games. Дата обращения: 30 июля 2017. Архивировано 29 июля 2017 года.

## Обзоры и интервью
- GameDev.net - A First-Look at 0 A.D. (англ.) (14 июня 2006). Архивировано из оригинала 4 апреля 2012 года. — интервью с разработчиками на GameDev.net
- Интервью с Linux Game Technologies (июль 2010). Архивировано из оригинала 4 апреля 2012 года.
- The Joystiq Indie Pitch: 0 A.D. (англ.). Joystiq (13 июля 2010). Архивировано из оригинала 4 апреля 2012 года. — интервью с разработчиками на Joystiq
- Jim Rossignol. Open Empires: 0 A.D. Is An Open Source Historical RTS (англ.). Rock, Paper, Shotgun (28 ноября 2012). Дата обращения: 12 августа 2013. Архивировано из оригинала 20 августа 2013 года.
- richardk. Planting the Seeds of AI in Open-Source RTS 0 A.D. (англ.). AiGameDev.com (14 мая 2012). — интервью с Джонатаном Уоллером, разработчиком qBot (основным ботом 0 A.D. на момент публикации интервью), на AiGameDev.com. Дата обращения: 12 августа 2013. Архивировано из оригинала 20 августа 2013 года.
- 0 A. D.: Эпоха Империй нормальных людей / Игры / iXBT Live. iXBT Live (27 ноября 2023). Дата обращения: 9 мая 2025.